# 16435 Fándly
16435 Fándly è un asteroide della fascia principale. Scoperto nel 1988, presenta un'orbita caratterizzata da un semiasse maggiore pari a 2,5261764 UA e da un'eccentricità di 0,2186418, inclinata di 6,69746° rispetto all'eclittica.
È dedicato al letterato slovacco Juraj Fándly.